# Округ Вошингтон (Пенсилванија)
Округ Вошингтон (енгл. Washington County) је округ у америчкој савезној држави Пенсилванија.

## Демографија
По попису из 2010. године број становника је 207.820, што је 4.923 (2,4%) становника више него 2000. године.
| Група             | 2000.           | 2010.           |
| Белци             | 192.511 (94,9%) | 194.171 (93,4%) |
| Афроамериканци    | 6.606 (3,3%)    | 6.757 (3,3%)    |
| Азијати           | 725 (0,4%)      | 1.327 (0,6%)    |
| Хиспаноамериканци | 1.170 (0,6%)    | 2.366 (1,1%)    |
| Укупно            | 202.897         | 207.820         |